# Exaeretodon
Exaeretodon é um gênero de cinodonte da família Traversodontidae.
São conhecidas várias espécies de várias formações geológicas.
- E. argentinus, E. frenguelli, e E. vincei são do Carniano, da formação de Ischigualasto, na Argentina.
- E. major e E. riograndensis são do Ladiniano da formação Santa Maria.
- E. statisticae é do Carniano, da formação de Maleri, na Índia.

Os membros deste género eram onívoros, com comprimento até 1,8 m e possuíam um método especializado de mastigação.

## Galeria

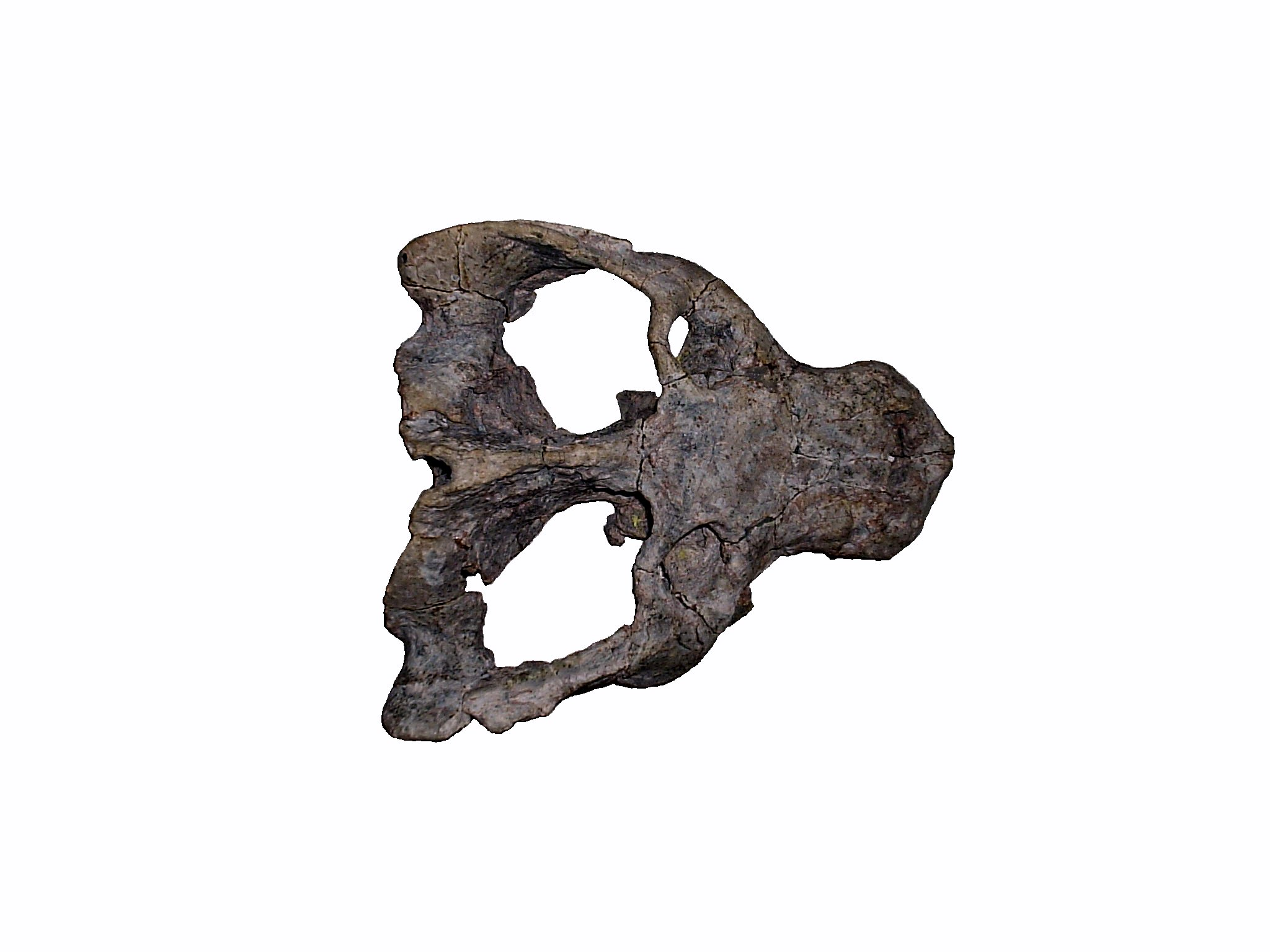
Skull of Exaeretodon
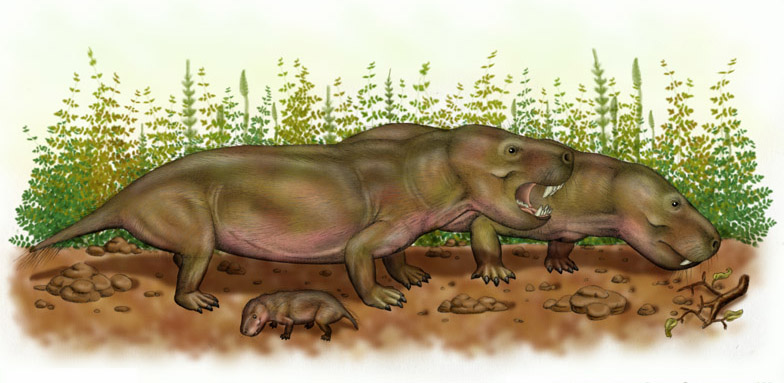
Restoration of Exaeretodon
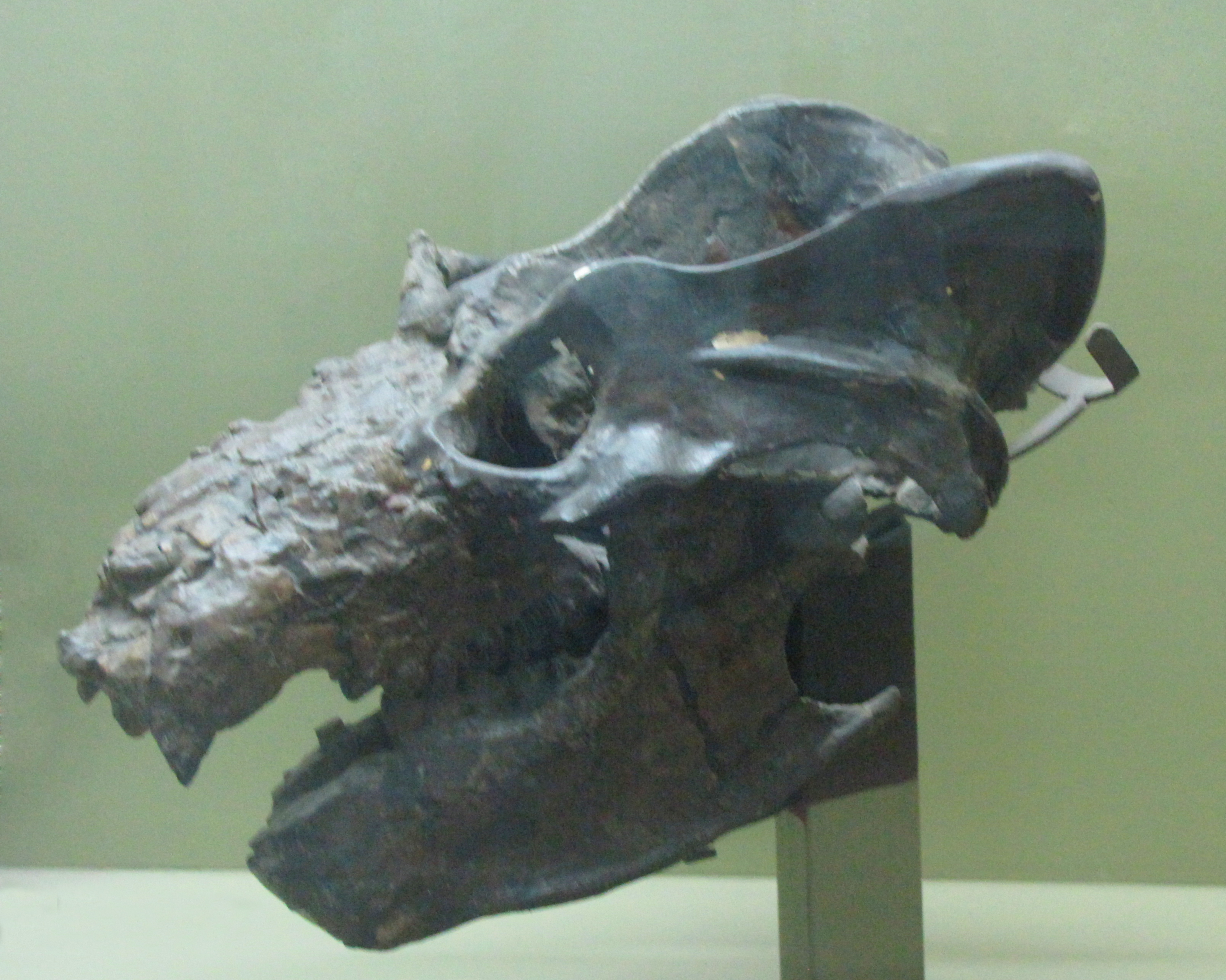